# Атлантида
Атлантида (на старогръцки: Ἀτλαντὶς) е легендарен остров, който се споменава за първи път в диалозите „Тимей“ и „Критий“ на древногръцкия философ Платон.
Според казаното от Платон островът изчезнал 9 хиляди години преди неговото време при мащабна катастрофа. Въпреки подробностите, които описва, не са известни веществени потвърждения. Когато тезата за реално съществуване на Атлантида не се отхвърля, предаденото може единствено да се счита за крайно неточно. Според Богдан Богданов „Платоновата Атлантида може да бъде само Платонова измислица – за нея не говори никой сериозен древен автор“
Правдоподобно се предполага, че Платон е чувал за катастрофални събития, като например заливането на Хелике (4 век пр.н.е.) или избухването на Тира (Санторини, 17 век пр.н.е.), и артистично е използвал реалистичен похват за нуждите на своите съчинения. Следите от тези и други подобни събития са реалност, но тя не доказва съществуването на самата Атлантида и нейната цивилизация, които остават спекулативни. След края на 19 в., запазвайки името и един или друг детайл от Платоновото творчество, за местонахождения на изчезналия остров са предлагани полюсите, няколко океана, морета и др.

## Антични описания

### Описания от Платон
Описанията на Атлантида направени от Платон са в неговите диалози „Тимей“ и „Критий“. Те датират от около 360-те г. пр.н.е. Всички по-късни упоменавания, ако са проследими, стигат до тези две съчинения. „Тимей“ започва с въведение, последвано от описание на създаването и структурата на Вселената и древните цивилизации. Във въведението Сократ размишлява върху идеалното общество и се чуди дали той и неговите гости могат да измислят история, която да приведе това общество в действие. Критий споделя исторически вярната според слуховете история, която би била идеалният пример, и продължава с описанието на Атлантида в диалога „Критий“, което е относно произхода ѝ. Познанието на Платон идва от Солон, атински законодател и философ, посетил Египет и тогавашната му столица град Саис, където жреци му показали колона с разказа за Атлантида. Солон бил приятел на прадядото на Платон, което обяснява как историята е достигнала до него. Текстовете на Платон предават отдалечеността във времето като 9000 раждания, което съвременните преводи обикновено предават като „години“, макар че в по-старите текстове това са „луни“ и при този прочит годините са 730.
Според „Критий“ древногръцките богове разделили земята, за да може всеки да притежава много. На Посейдон подходящо му бил завещан островът Атлантида, който бил по-голям от Либия и Мала Азия, но потънал след земетресение и станал непроходима кална плитчина, която препятствала придвижването от Атлантическия океан до Средиземно море. Египтяните описват Атлантида като остров с ширина 700 км, състоящ се главно от планини в северните части и по брега и обграждаща равнина с правоъгълна форма на юг „простираща се в едната посока на три хиляди стадии (около 600 км), но на ширина вътрешната част е две хиляди стадии (около 400 км)“.
Навътре на около 50 стадии от средата на южния бряг имало „не много висока планина, от която и да било страна“. Там живеела местна жена, в която Посейдон се влюбил и която му родила 5 двойки мъжки близнаци. Най-възрастният от тях – Атлас – бил законният владетел на целия остров и океана (днешния Атлантически океан) и рождената му планина, както и заобикалящите я местности, му била дадена като феод. Братът-близнак на Атлас получил най-източната част от острова, чиято северна част е срещу град Кадис в Южна Испания. Останалите двойки близнаци „били обитателите и владетелите на различни острови в открито море“.
Посейдон издълбал вътрешната планина, където живеела любимата му, под формата на дворец, който обградил с три кръгообразни рова с все по-голяма ширина – от една до три стадии, разделени от кръгове земя с пропорционален размер. Жителите на Атлантида построили мостове на север от планината, като направили път към останалата част на острова. Издълбали огромен канал към морето и успоредно на мостовете прокопали тунели в скалните кръгове, така че кораби да могат да стигат до града покрай планината. Всеки проход към града бил пазен от порти и кули, а стена обграждала всеки от градските кръгове. Самите стени били построени от червени, бели и черни скали, които били извадени от рововете и били покрити съответно с месинг, калай и смес от други метали.
Според Критий 9000 години преди рождението му, избухнала война между тези, които живеели отвъд колоните на Херкулес, и тези, които живеели зад тях. Жителите на Атлантида били завладели Средиземноморието чак до Египет.

### Други описания
Съвременните учени считат, че описанието направено от Платон е по-скоро измислица, но е възможно същината в историята да е плод на смътни спомени за различни събития като вулканичното изригване на Тира. Обаче в античността имало философи, географи и историци, които вярвали, че Атлантида, за която Платон разказва, била истинска.
Философът Крантор, ученик на ученика на Платон Ксенократ, се опитва да намери доказателства за съществуването на Атлантида. Днес възгледите му четем в коментара за Тимей на Прокъл, написан в 5 век пр. Хр. Прокъл твърди, че Крантор е казал, че е пътувал до Египет и е видял същите колони, описани от Платон, върху които той разчел йероглифите.

## Съвременен интерес
През средновековието, когато текстовете на Платон не са в обращение, Атлантида практически не се споменава. Упоменавания се появяват едва след края на Ренесансовата епоха, като например книгата на Франсис Бейкън „Новата Атлантида“ (1627). В средата на 17 век Атанасий Кирхер публикува своя книга, включваща и карта с големия остров 'Атлантида'. След него се появява и многотомно съчинение Atland eller Manheim от Олаф Рудбек, в което се застъпва тезата, че Швеция е истинската Атлантида (също и Хиперборея), използвана по-късно като геополитически аргумент. В края на 19 век е публикувана Atlantis: the Antediluvian World на Игнаций Донъли, бележеща началото на съвременния интерес към темата. Елена Блаватска включва изложеното от Донъли в своята теософска доктрина, като указва, че става дума за град Посейдонис.
В началото на 21 в. в Гърция са проведени поредица конференции с международно участие, на които основно се дискутира местоположението на Атлантида.
Обсъждани са варианти Атлантида да е била Гренландия, Антарктида, потъналите пирамиди в Скалното езеро, Теночтитлан, или пък дори о-ов Крит и Танталида. Обикновено като отправна точка се взима, че Атлантида се намира отвъд Херкулесовите стълбове (Гибрлалтар) и дори океана е наречен Атлантически, именно поради тази причина.
През 1984 г. с участието на проф. Петко Димитров се провежда съвместна съветско-българска експедиция с НИК „Витяз" (проект „Атлантида“) в Атлантичиския океан и Средиземно море, в някои от районите където се предполага, че е потънала Атлантида. Изследвани са районите около Канарските острови (подводни планини „Ампер“ и „Жозефин“) и вулкана Стромболи (подводна планина „Верчели“).
Доколкото потъването на Атлантида и библейският потоп са тематично близки, за връзката често се спекулира. Неотдавнашните изследователските работите на Уилям Райън и Петко Димитров относно потоп в Черно море се използват и като основа за предположения, че Атлантида е била именно в Черно море. Учени като Робърт Шох и Робер Бовал (Робърт Бювал) допускат около 12 000 пр. Хр. да се случил голям катаклизъм при който атлантите да се разселили и впоследствие да са построили Сфинкса в Египет. Тази теория напоследък набира популярност.[ неясно? ]

## Съвременни хипотези на учените за Атлантида
В последните 20 - 30 години различни учени започват да създават теории за високонапреднала цивилизация, която внезапно е изчезнала (вероятно поради потоп). Геофизикът Д-р Робърт Шох и екипиът му ( белгийският инженер и изследовател на египет Робер Бовал; геофизикът Томас Добеки; eгиптолотъг Селим Хасан и пр.) създават хипотеза, че Сфинксът е създаден 11 000 пр. Хр. Австрийският археолог Карл Кромър също открива керамична статуетка на умален Сфинкс, с човешка глава.Тя е преддинастичният период Накада II- (3500-3200 г. пр. Хр) т..е. много преди предполагаемото построяване на Сфинкса от Хефрен. През 1857 г., Огюст Мариета, основателят на Египетския музей в Кайро, прави свой превод на надписите на Инвентарната Стела – варовиков паметник от 7 век пр. н. е. В тях се описва подробно как фараон Хуфу (Хеопс) е попаднал на Сфинкса, който по това време вече е бил заровен в пясъка в продължение на хиляди години. Според Стелата, Хуфу само е разкопал и възстановил паметника. Той заръчал да се построи малък храм до самият сфинкс. Ако Хеопс е попаднал на Сфинкса, който си е бил там открай време няма как той да е създаден при неговия наследник - Хефрен. Ортодоксалната египтология е обявила този надпис за фалшификат. Също така в гробницата на Джер в Абидос съществуват косвени улики, че Сфинкса е съществувал още тогава (около 3100-3200 пр. н.е), т.е. той предхожда дори Първата династия, а какво остава за Четвъртата. През 1988 японският проф. Сакуджи Иошимура, чрез ехолокатор е доказал, че материала от който е направен Сфинкса е значително по-древен от този на Пирамидите С помощта на програмата Skyglobe Робер Бовал и Г. Хенкок правят археолого - астрономическа реконструкция на Сфинкса. Те вярват, че той е посветен на съзведието Лъв, и че 12 000 г. преди Хр. главата на Сфинкса е сочела това съзвездие Тази хипотеза е оспорена от египтологът Ричард Леман, като и повечето египтолози, които се придържат към класическите разбирания за тази наука. Те посочват, че не е известно по това време да съществува развита цивилизация способна на мегалитни строежи. Тези твърдения се опровергават от откритието на немския учен Хелмун Шмунд - мегакомплекса Гьобекли Тепе. Днес е известено, че най-първият пласт на Гьоблекли Тепе е създаден около 12000/11 700 пр. н.е и 10 000/9 500 г. пр. н.е. Според радиовъглеродните датировки ранните теменоси на пласт III са изградени в диапазона от 9600 до 8800 г. пр.н.е (Любопитно е, че западния край на хълма при Гьобекли Тепе е открита каменна фигура, наподобяваща лъв.) Следователно още през 13 хилядолетие пр. Хр. е съществувала цивилизация способна на сложни строежи и то - в средиземноморския регион. Не по-малко любопитно е откритието на италианският океанограф проф. Енрике Ладоло. С помощта на екип от водолази и ехолакатор той прави ново откритие през 2024 година. ИТталианският учен открива че четиредесет метра под водата близо до о-ов Пантелерия (Италия, близо до о-ов Сицилия) има дванадесет метрова колона, счупена на две. Близо до нея той и екипът му откриват вълнолом, строен около 9800 г. пр. н.е. Неговата теза е, че около 9800 - 9200 години пр. н. е. в Средиземноморието е съществувала разумна цивилизация, се принудила да избяга, заради потоп (внезапно покачване на нивото на водата). Италианският учен също подкрепя хипотезата за покачване със нивото на Световния океан се е покачил с близо 140 метра.

### Теория за потоп в Средиземно море между 5600 и 5300 г. пр. н.е.
Косвено обяснение къде е изчезнала цивилизацията построила тези съоръжения дават хипотезата на Уилям Райън/Уолтър Питман и проф. Петко Димитров за потоп в Средиземно море. През 1994 учените Jones и Cagnon През 1994 правят въглеродно изследвание според които приблизително около 5600 г. пр. н.е. нивото на Средиземно море рязко се е покачило с между 80 и 100 метра и водата е преляла през Босфора. През 1996 г. в. „Ню Йорк Таймс“ публикува статия за научните открития на океанолозите от Колумбийския университет в Ню Йорк проф. Уилям Райън и проф. Уолтър Питман. Те считат, че приблизително около 5500 г. пр. н.е. нивото на Световния океан се е покачил с близо 140 метра (хипотеза за покачване на нивото на Световния океан със 140 метра има и италианския учен проф. Енрике Ладоло но той счита, че потопа трябва да бъде отнесен към 9200 години пр. н. е.) Зад тази хипотеза застава и българският учен проф. Петко Димитров от Института по океанология към БАН Той има множество по-ранни публикации в периода 1978-1982 г., в които застъпва подобно схващане През 1997 г. Райън/Питман публикуват статията "An abrupt drowning of the Black Sea shelf" (с над 480 цитата в Scopus) със съавтор проф. Димитров и през 2000 г. издават книгата „Ноевият потоп" в която посвещават цяла глава, обръщайки специално внимание на изследванията на проф. Димитров. Книгата е преведена и преиздадена на български през 2000 г. и е с негов послеслов Впоследствие Димитров публикува няколко книги и статии по въпроса заедно със своя колега доц. д-р Димитър Петков Димитров също специалист по морска геология и геохимия В тях те отделят внимание на образуването на сапропелните седименти и сероводорода като най-важното доказателство за Потопа проследявайки трансгресивно-регресивните цикли и еволюцията на Черноморския басейн през последните 25 000 години. През 2017 и 2019 година Райън/Питман и проф. Димитров/доц. Димитров публикуват две статии в научното списание "Marine geology" с резултати от проведените съвместни експедиции през 2009 г. и 2011 г., обобщавайки трите сценария за Потопа в Черно море, в която защитават твърдението за покачване на нивото на Черно море с 90 метра, случило се в рамките на четиредесет години; според тях тези събития са се разиграли във времето около 5300 г. пр. н.е
Други учени също са изследвали вероятността Черно море да е покачило внезапно своето равнище. Заинтригуван от научните постижения на проф. Димитров, океанологът проф. Робърт Балард (откривател на „Титаник“) провежда две научно-изследователски експедиции в България през 2001 – 2002 г. Той дори финансира със 120 хиляди долара ремонта на НИК „Академик“, научно-иследователския кораб на БАН, Междувременно в българската общественост се създава нетърпимост и ревност към учения. Проф. Божидар Димитров започва да нарича океанолога „престъпник“, „търсач на зелени човечета“ и „иманяр“. Пак Божидар Димитров твърди, че Балард изпълнява „шпионска мисия“. В някои свои твърдения той споменава, че Балард търси нефт, а в други – че търси потопена съветска подводница. Според интервю на проф. П. Димитров пред сайта барометър.нет „пресата раздуваше официалното становище на правителството, че американският учен е тук, за да проучва залежите на нефт. Притесняваше ги най-новото му геофизично оборудване. С тази техника намерихме повече от 100 кораба на дъното на Черно море.“ (подобно становище изразява и гл. ас. Преслав Пеев) Накрая Балард напуска обиден и разочарован България.
Съветски (руски и украински) учени първонанално са пренебрегвали идеите на проф. Димитров, но по-късно достигат до изводи сходни с тези на Уилям Райън и Уолтър Питман, като първоначално те не получават известност, а едва през 2007 техните статии са публикувани в сборник. Любопитно е, че според д-р Шох и екипът му, Сфинксът е бил продължително време под вода, а последните сериозни валежи в Египет са паднали около 5000 г. пр. н.е. Любиптно е, че изследователят Робърт Темпъл допуска Сфинксът продължително време да се е намирал под вода. Той обяснява това с появата на изкуствено езеро. Ако вземем предви д височината на Сфинкса (над 20 метра) и предпологаемото покачване на Средиземно море с 90 метра, случило се в рамките на четиредесет години; според тях тези събития са се разиграли във времето около 5300 г. пр. н.е то излиза че теортияна на Райън/Питман и проф. Димитров косвено потвърджава тази на Робърт Шох, че Сфинксът е строен преди 6 хил. пр. н.е. Всъщност някои учени считат че ерозията по Сфинкса е започнала 10 000 г. пр.н.е.

### Рязко надигане на нивото на Световния океан.
Изследователят проф. Андрей Чепалига (Географски институт на Руската академия на науките) също разглежда въпроса за потоп в Черно море, презентирайки на международен форум компютърен модел на многократните връзки на Черно море и Каспийско море през Маничкия провлак (Кумо-Маничка падина). През 2018 г. проф. Димитров, доц. Димитров и проф. Чепалига подготвят съвместен научен проект по научната програма България-Русия към МОН, но за съжаление проектът е прекратен поради Руското нападение над Украйна. По любиптно са находките на д-р Файът Морган. Докато пилотира своя частен самолет през 1940 година той открива, че в Скалното езеро в Уисконсин има потънали около десет зикурати на дълбочина около 20 фуга под водата. Впоследствие екип от от водолази уставовява че най-масивният от тях е с широчина 60 фута, дължина 100 фуга и височина 18 фута. Установено е, че цял малък тесен остров, може би около 1500 фута дълъг се е намирал под водата. Подобно откритие прави и италианският изследовател проф. Еннрике Дадоло, който с помощна на ехолокатор и екип от водолази открива дванадесет метрува колона пречупена на две под водата, а също и вълнолом създаден около 9800 г. пр. н.е. Находкатат се намира близо до остров Паеталия

### Нови архитектурни чудеса. Нюгрейндж
Дълго време се смяташе, че Стоухендж (около 3000 г. пр. н.е) и Пирамидата на Джосер (2630 до 2611 г. пр. Хр.) са сред най-старите архитекурни чудеса създадени от човешка ръка. Днес се знае, че Нюгрейндж (около 3200 г. пр. н.е) е видимо по-стар. Каменните великани от остров Пасха, също впечатляват като мегалитност. Някои от тях достигат до 80 тона. Не е ясно как фигурите са били изправяни. Любопитно е, че те не са дело на местното население. Предположенията на учените са, че най-старото население на острова са полинезийците (около 3000 г. пр. н.е – 1200 пр.н.е.) Все повече става очевидно че в края на четвъртото хилядолетие преди н.е. е съществувала високоразвита цивилизация, т.е. доста преди Джосер и Хефрен. Това оспорва теорията на повечето египтолози, че Сфинксът не може да е построен по-рано защото няма такава цивилация.

### Други изследвания. Изкуството на древните хора.
Открита е през 1868 г. от Модесто Кубийас открива пещерата Алтамира. През 1879 любителя – археолога Марселино Санс де Саутуола я изследва. Според него тя е обитавана отпреди 18 500 години, изоставена е преди 14 000 години, а скала, която пада хиляда години по-късно я запечатва и запазва. В Алтамира има множество рисунки, от които най-известни със своята красота и реалистичност са бизоните Тогавашната научна общност обвинява Саутола във фалшификация и изсипва редица подигравки върху откритията му. Впоследствие чрез уранов метод британският учен Алистър Пайк, от Университетат в Бристол доказва, че датировката е дори по-стара -35 000 пр. н.е С Това Алтамира държи „първенство“ пред подобни рисунки във Франция и Италия създадени през 30 000 пр. н.е. Това доказва, че още около пр. 30 000 пр. н.е. вече съществува цивилизация с изключително реалистично изкуство. Рисунки с подобен реализъм са характерно и за маите, но те се появяват значително по-късно от тази изчезнала цивилизация. Нови изследвания в пещерата Бачо Киро, чрез радиовъглеродно датиране сочат че между 46 000 и 43 000 г. пр. н.е. древните хора вече са създавали произведения на изкуството, първобитни накити (от животински зъби) и дори музикални инструменти